# Švýcarské kulturní centrum v Paříži
Švýcarské kulturní centrum v Paříži (francouzsky Centre culturel suisse de Paris) je kulturní instituce v Paříži, která podporuje švýcarskou kulturu ve Francii. Nachází se na adrese Rue des Francs-Bourgeois č. 38 ve 3. obvodu. Centrum bylo otevřeno v roce 1985.

## Činnost
Centrum je financováno nadací Pro Helevetia a jeho úkolem je prezentovat kulturu Švýcarska ve Francii. Organizuje proto koncerty, výstavy, filmové projekce, divadelní a taneční představení, přednášky apod. Centrum má k dispozici sál s asi stovkou míst a dva výstavní sály. Ke kulturnímu centru náleží i knihkupectví v sousedním domě č. 32 Rue des Francs-Bourgeois. Nabízí knihy o Švýcarsku se zaměřením na současné umění, architekturu a literaturu.